# فرمول اتمی
فرمول اتمی (به انگلیسی: atomic formula) یا اتم، در منطق ریاضی، یک فرمول است که هیچ ساختار گزاره‌ای عمیق‌تری ندارد، یعنی فرمولی است که هیچ رابط منطقی ندارد، یا به صورت معادل فرمولی است که هیچ زیرفرمول اکیدی ندارد. از این رو اتم‌ها ساده‌ترین فرمول‌های خوش فرم منطق هستند. «فرمول‌های مرکب» از پیوند فرمول‌های اتمی به کمک رابط‌های منطقی ساخته می‌شوند.
فرم دقیق فرمول‌های اتمی بستگی به نوع منطق مورد بررسی دارد؛ برای مثال در منطق گزاره‌ای فرمول‌های اتمی همان متغیرهای گزاره‌ای هستند. برای منطق محمولات، اتم‌ها نمادهای محمولاتی همراه با آرگومان‌شان هستند، که هر آرگومان در آن یک ترم است. در نظریه مدل، فرمول‌های اتمی فقط رشته‌های نمادی هستند که امضای معینی دارند، که دربرابر یک مدل معین می‌تواند صدق‌پذیر باشد یا نباشد.